# Caricatures (album)
 (octobre 2017).
Si vous disposez d'ouvrages ou d'articles de référence ou si vous connaissez des sites web de qualité traitant du thème abordé ici, merci de compléter l'article en donnant les références utiles à sa vérifiabilité et en les liant à la section « Notes et références ».
Pour l’article homonyme, voir Caricature.
Albums de Ange
Le Cimetière des arlequins
(1973)
Caricatures est le premier album du groupe de rock progressif français Ange. Il est sorti en 1972.

## Historique
Après avoir tourné pendant trois ans, jouant entre autres le premier opéra-rock de Christian Descamps « L’épopée du Général Machin », et sorti les 45 Tours Israël, Tout Feu Tout Flamme, Le Soleil Est Trop Vert, Ange sort en 1972 son premier album, Caricatures.
Ange propose un rock progressif teinté de textes médiévaux chers à Christian Descamps. Nous sommes en plein cœur de l’époque prolifique de groupes français novateurs comme Alice, Dynastie Crisis, Atoll, Triangle, Système Crapouchik et Magma qui, après avoir sorti dès 1970 Kobaïa, ne va pas tarder à produire Mekanïk Destruktïw Kommandöh.
À sa façon, le son d’Ange est très typé. Cette couleur provient des claviers de Francis Décamps, et identifiera Ange pendant de nombreuses années. Christian Décamps annonce dès cet album une voix puissante, théâtrale qui prend toute sa mesure en concerts.
Les textes proposent une poésie mêlant émotion, violence et rythme (à noter le texte du morceau Caricatures, rédigé en alexandrins).

## Titres
| Face 1 | Face 1                   | Face 1                 | Face 1 | Face 1 | Face 1 | Face 1 | Face 1 | Face 1 | Face 1 |
| No     | Titre                    | Auteur                 | Durée  |        |        |        |        |        |        |
| ------ | ------------------------ | ---------------------- | ------ | ------ | ------ | ------ | ------ | ------ | ------ |
| 1.     | Biafra 80 (Introduction) | F. Décamps             | 3:50   |        |        |        |        |        |        |
| 2.     | Tels Quels               | C. Décamps, F. Décamps | 6:55   |        |        |        |        |        |        |
| 3.     | Dignité                  | C. Décamps/R.Lombardo  | 9:35   |        |        |        |        |        |        |
| 20:20  |                          |                        |        |        |        |        |        |        |        |

| Face 2 | Face 2            | Face 2                 | Face 2 | Face 2 | Face 2 | Face 2 | Face 2 | Face 2 | Face 2 |
| No     | Titre             | Auteur                 | Durée  |        |        |        |        |        |        |
| ------ | ----------------- | ---------------------- | ------ | ------ | ------ | ------ | ------ | ------ | ------ |
| 1.     | Le Soir Du Diable | C. Décamps/JM Brezovar | 4:32   |        |        |        |        |        |        |
| 2.     | Caricatures       | C. Décamps/F. Décamps  | 12:46  |        |        |        |        |        |        |
| 3.     | Biafra 80 (Final) | F. Décamps             | 2:22   |        |        |        |        |        |        |
| 19:40  |                   |                        |        |        |        |        |        |        |        |

## Musiciens
- Christian Décamps : chant, piano, orgue Hammond
- Francis Décamps : orgue, mellotron, effets spéciaux, chœurs
- Jean Michel Brézovar : guitare solo, guitare acoustique, flûte, chœurs
- Daniel Haas : basse, guitare acoustique
- Gérard Jelsch : batterie, percussions

## Enregistrement
- Ingénieur : Réné Ameline[1]
- Management : Jean-Claude Pognant
- Producteur : Claude Bibonne
- Photographie : Claude Delorme
- Editions : Chapell (en)